# داوید والین
داوید والین (سوئدی: David Wallin; ۷ ژانویهٔ ۱۸۷۶ – ۲۷ ژوئن ۱۹۵۷) نقاش اهل سوئد بود.
از افتخارات وی میتوان به کسب مدال طلا نقاشی در بخش مسابقات هنری بازی‌های المپیک تابستانی ۱۹۳۲ اشاره کرد.